# Storia di Chieri
Il luogo dove sorge Chieri fu abitato fin dall'epoca preromana. Sulle pendici della Collina di San Giorgio venne edificato in epoca preistorica da un popolo ligure un villaggio fortificato.

## Toponimo e periodo romano
All'inizio del II secolo a.C. i Romani fondarono una loro piccola colonia, un presidio militare addirittura di poco antecedente ad Augusta Taurinorum. Questo spiega il doppio toponimo Carrea Potentia, tramandatoci da Plinio il Vecchio. Se Potentia, infatti è il nome attribuitole dagli antichi romani, Carrea è l'antica voce ligure, derivante dal celtico Carro, probabilmente un antroponimo o un teonimo; un'ipotesi lo ricondurrebbe all'antico gallico chuari, o chuairt, a indicare una rocca difensiva o una cinta muraria in pietra. Nel XII secolo d.C. il termine fu ripreso da Ottone di Frisinga, chiamando la cittadina Kaira o Kairo, infine Cari.
Sono numerosi i reperti archeologici ritrovati a più riprese a partire dal Seicento ad oggi. A partire dal 1958 sono stati riportati alla luce anche i resti di un'antica villa romana; parte delle mura sono state riscoperte nel 1970.

## La dominazione longobarda
Durante la dominazione longobarda, tra il V ed il IX secolo scarse sono le notizie su Chieri, che perse progressivamente di importanza, riducendosi ad un piccolo borgo di campagna, privo di qualsiasi rilievo amministrativo e politico. Interessante e inerente a questo periodo storico, è una lapide ritrovata nel 1875 durante i restauri del Duomo. È una lastra di marmo bianco, una volta copertura di un sepolcro di una bambina cristiana, Genesia, morta all'età di due anni, il 18 giugno 488. Essa risulta di particolare valore in quanto si tratta della più antica lapide cristiana ritrovata in Piemonte.
Solo con il X secolo è possibile osservare la storia chierese con l'aiuto di documentazioni certe. Il nome Chieri compare per la prima volta nel 955 in un contratto relativo al possesso di una vigna tra l'abate Bellegrimo della Nova e Landolfo, messo del Vescovo di Torino, sotto la cui dominazione, risulta essere il comune di Chieri.
Al periodo compreso tra il 996 e il 999, risale un diploma dell'imperatore Ottone III, il quale conferiva il dominio di Cari al Vescovo di Torino, confermando comunque una situazione già esistente.
Landolfo, vescovo di Torino tra il 1011 ed il 1038, fu l'artefice di una trasformazione profonda di quello che all'epoca era un piccolo villaggio di campagna. La sua azione fu decisiva per la storia futura di Chieri, in quanto la mise in condizione di accrescere d'importanza rispetto ai centri limitrofi. Fece cingere la città di una cinta muraria e costruì sulla cima della Collina di San Giorgio una torre ed un castello. Sul piano ordinò la costruzione della chiesa di Santa Maria in sostituzione di una piccola chiesa paleocristiana in rovina..

## La Repubblica di Chieri
Nel 1046, in seguito al matrimonio tra Adelaide di Susa e Oddone di Savoia, Chieri entrò a far parte dei domini sabaudi. Dopo la morte della contessa nel 1092, la cittadina si diede un ordinamento comunale, eleggendo propri magistrati e rendendo il potere vescovile poco più che formale. Agendo in alleanza con la città di Asti iniziò una fase di espansione che coincise con la formazione del marchesato del Monferrato, ad opera della dinastia degli Aleramici, con cui nei secoli successivi Chieri dovette scontrarsi più volte.
Nel 1191 la repubblica di Chieri inviò ad Arduino Valperga, Vescovo di Torino, i propri consoli Guglielmo Balbo e Signorino Balbo, i quali ottennero di pagare il fodro (la tassa imperiale) direttamente all'emissario dell'imperatore, Tommaso di Nono, confermando di fatto l'indipendenza del comune di Chieri da quei signori.
Insieme ad Asti la città di Chieri fu occupata e rasa al suolo dall'imperatore Federico Barbarossa nella sua prima discesa in Italia per disubbidienza, ma in seguito ricostruita, prestò giuramento di fedeltà all'imperatore. 
Nel 1238 per grazia dell'imperatore Federico II, Chieri fu dichiarata camera imperiale e sottratta a tutti i vincoli stabiliti in precedenza con qualunque signore. 
Le politiche interne della città furono governate principalmente da due fazioni: la società dei Militi, di cui facevano parte le famiglie nobili di albergo e la società di San Giorgio che si faceva protettrice degli interessi popolari. Scontri fra queste due fazioni portarono all'esilio di vari membri della società de Militi nel 1338, che si unirono al Marchese del Monferrato e ai suoi alleati ghibellini.

## Il ritorno e la sconfitta degli Angioini
Il 18 luglio 1339 il Consiglio maggiore di Chieri deliberò la sottomissione della repubblica a Roberto d'Angiò, conte di Provenza, re di Napoli e di Sicilia. Roberto d'Angiò però morì nel 1343 lasciando il regno di Napoli e di Sicilia in mano alla nipote Giovanna alla quale Chieri chiese aiuto contro la minaccia del Marchese del Monferrato. La regina inviò allora il siniscalco Reforza d'Angoult che giunto a Savigliano nel 1345 chiamò a raccolta tutte le forze guelfe. Le armate chieresi furono sterminate grazie ad un gruppo di armati Ghibellini e ad un loro inaspettato alleato, il marchese Giovanni II del Monferrato, e successivamente dopo la guerra da Luchino Visconti signore di Milano. Con la battaglia di Gamenario ebbe termine la potenza angioina in Piemonte.

## La sottomissione ai Savoia
Ma la guerra non era finita e Chieri per poter resistere dovette chiedere aiuto a Giacomo di Savoia-Acaia, fino ad allora alleato degli Angioini, non solo non era d'accordo con il rafforzamento del marchesato, ma sperava di trarre profitto dalla divisione dei domini angioini in Piemonte. Lo schieramento era: da una parte Savoia e Savoia-Acaia e dall'altra Visconti, Paleologhi del Monferrato e Aleramici di Saluzzo. Il 13 maggio, 1347 i Chieresi cacciarono l'ultimo vicario Angioino, ed il 19 i si sottomisero ai Savoia e Savoia-Acaia. Da notare che con questa alleanza, nonostante il donativo annuo pagato in cambio della protezione militare Chieri non rinunciò a nessuna delle sue libertà.
Nonostante avesse trovato protezione, la guerra non era comunque finita. Il pericolo era rappresentato dai nobili fuoriusciti i quali sollecitavano il Marchese del Monferrato a riprendere la lotta contro Chieri. Finalmente il 25 settembre, 1349 venne stipulata la pace tra i Savoia e i Marchesi del Monferrato e i Visconti.

## I contrasti tra i Savoia e i Savoia-Acaia
Quando Chieri si era sottomessa, nel 1347, non aveva scelto tra i Savoia e i Savoia-Acaia. Negli anni cinquanta i contrasti tra le due signorie si erano inaspriti esplodendo in tutta la loro gravità, che costrinsero Chieri a fare quella scelta che aveva più volte rimandato. Quando nel 1359 Amedeo IV sconfisse Giacomo, Chieri si consegnò al conte. Ma quando le due fazioni trovarono un accordo, anche Chieri si adeguò riconoscendole entrambe. Gli ultimi anni del Trecento furono tra i più devastanti della storia della città. Una nuova guerra scoppiata tra il marchese Teodoro II del Monferrato e Filippo II di Savoia-Acaia, vide il chierese devastato dalle armate del condottiero Facino Cane assoldato dal bellicoso marchese. La guerra proseguì fino al 1403 senza mutare sostanzialmente gli assetti politici esistenti. Nel 1405 venne costruito il nuovo Duomo.
La fase espansiva era terminata e i confini comunali rimasero gli stessi fino alla fine dell'Ottocento.

## Università a Chieri
Nel 1427, l'Università di Torino, fondata nel 1404 da Ludovico di Savoia-Acaia, venne trasferita a Chieri e vi rimase per 7 anni fino al 1434. Dopo un breve spostamento a Savigliano (1434-1436) si stabilizzò definitivamente a Torino nel 1436. Durante questo periodo, l'università si concentrava su discipline come diritto canonico e civile, teologia, medicina e arti liberali, seguendo gli interessi culturali e accademici del tardo Medioevo.

## I protestanti e la politica dei Savoia

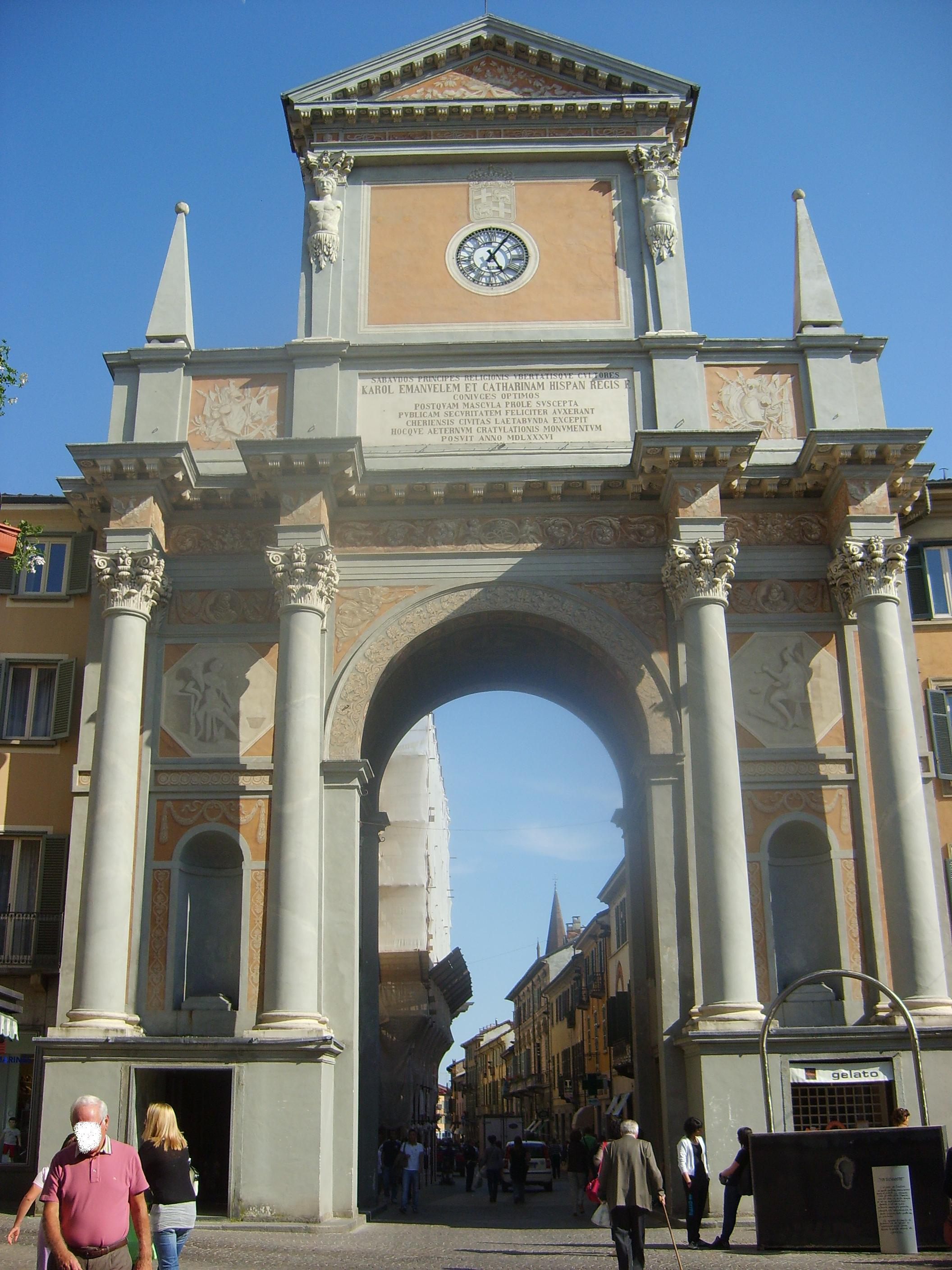
L'Arco cinquecentesco è il principale monumento e il "simbolo" della città di Chieri

Le devastanti condizioni di Chieri durante la prima metà del XVI secolo, furono una delle cause che resero il terreno fertile alla predicazione protestante. Il primo a diffondere la Riforma fu Gian Battista Pallavicino, e successivamente negli anni quaranta Matteo Grimaldi Moffa, nato proprio a Chieri, uno dei massimi esponenti del protestantesimo italiano. Questo vide un drammatico crescendo di intolleranze reciproche tra cattolici e protestanti. Emanuele Filiberto, cattolico, inviò nel 1563 alcuni frati per iniziare una vera e propria opera di rievangelizzazione, che culminò in un editto promulgato il 10 giugno, 1565 in cui autorizzava la persecuzione dei protestanti.
Durante gli anni di Carlo Emanuele I (1580-1630) vi fu una grande attività tanto in campo economico che urbanistico. Ad interromperla fu l'invasione francese del 1630 i cui nefasti effetti furono aggravati dalla peste. Nel giro di due anni a Chieri morirono circa 4.500 persone. Nel 1631 stipulato un accordo con i francesi, tramite la pace di Cherasco venne istituita la provincia di Chieri, venendo però eliminata già nel 1697.
Una serie di avvicendamenti e di scontri per la successione del trono reale portarono il Piemonte alla guerra civile. La città fu coinvolta poi nelle guerre francesi di Vittorio Amedeo II, ma nel 1691 riuscì ad evitare d'essere posta sotto assedio dal generale francese Feuquieres, pagando una forte somma di denaro.
Il XVIII secolo fu più tranquillo, e caratterizzato da alcune riforme e ammodernamenti dello stato, voluti da Amedeo II e poi da suo figlio Carlo Emanuele III (1730-1773). Con lettere patenti datate 3 giugno 1785 Chieri fu costituita in appannaggio unitamente a Poirino, Riva e Banna (località presso Poirino) ed eretta a principato a favore del duca d'Aosta Vittorio Emanuele, poi re come Vittorio Emanuele I.

## Dalla Restaurazione all'unità nazionale
Durante i primi anni della Restaurazione la popolazione chierese aumentò: alla fine del XVIII secolo essa ammontava a circa 10.000 abitanti, divenuti 13.274 nel 1838. Nel 1802 venne nominato il primo sindaco di religione ebraica David Levi, che rimase in carica per tutto il periodo napoleonico. Nel frattempo, caduto Napoleone, tornò in Piemonte la Casa Savoia.  Nel 1835 venne terminata la nuova strada che collegava Chieri a Torino, passando per Pino Torinese. L'industria era sempre presente anche se dominava il tradizionale settore tessile rappresentato principalmente dalla ditta "David Levi & figli". Nel 1842 l'antico convento di San Francesco venne adibito a sede del municipio.
Tra il 1848 e il 1861 Chieri partecipò al generale clima di rinnovamento del "decennio di preparazione" e tale fermento è testimoniato da un leggero aumento della popolazione, che nel 1858 giunse a 15.033 abitanti. Nel 1855 venne redatto un piano regolatore per lo sviluppo della città. Vennero distrutte le mura e le antiche porte, mentre si progettò il nuovo viale verso Torino (Viale Fiume). Con il trasferimento della capitale, tra il 1870-1880, questo periodo fu probabilmente il più ricco di progetti e realizzazioni. Nel 1874 venne inaugurata la stazione e la linea Chieri-Trofarello. Grazie alla ferrovia l'industria tessile ebbe un nuovo impulso. Negli stessi anni venne realizzata l'illuminazione a gas. La scissione di Santena da Chieri provocò un duro colpo e fu la causa principale che diede origine a un sensibile calo demografico, nel censimento del 1889 era scesa a 12.667 abitanti.

## Il XX secolo
Dopo la prima guerra mondiale Chieri era dopo Biella la seconda città italiana per esportazione di prodotti tessili. Dal 1921 si estese la violenza squadrista del partito fascista. L'aumentare delle violenze e l'affermarsi a livello centrale dei fascisti costrinse Menzio alle dimissioni. Anche per Chieri cominciava la dittatura fascista. Nel 1927 venne nominato un podestà nella persona di Alfredo Bruni. Durante il ventennio venne elettrificata la linea ferroviaria Chieri-Trofarello. L'economia chierese risentì fortemente della crisi del 1929, ma fu soprattutto la politica autarchica a bloccare lo sviluppo del settore tessile oltre al fallimento di numerose aziende tessili.

## Dopo la grande guerra

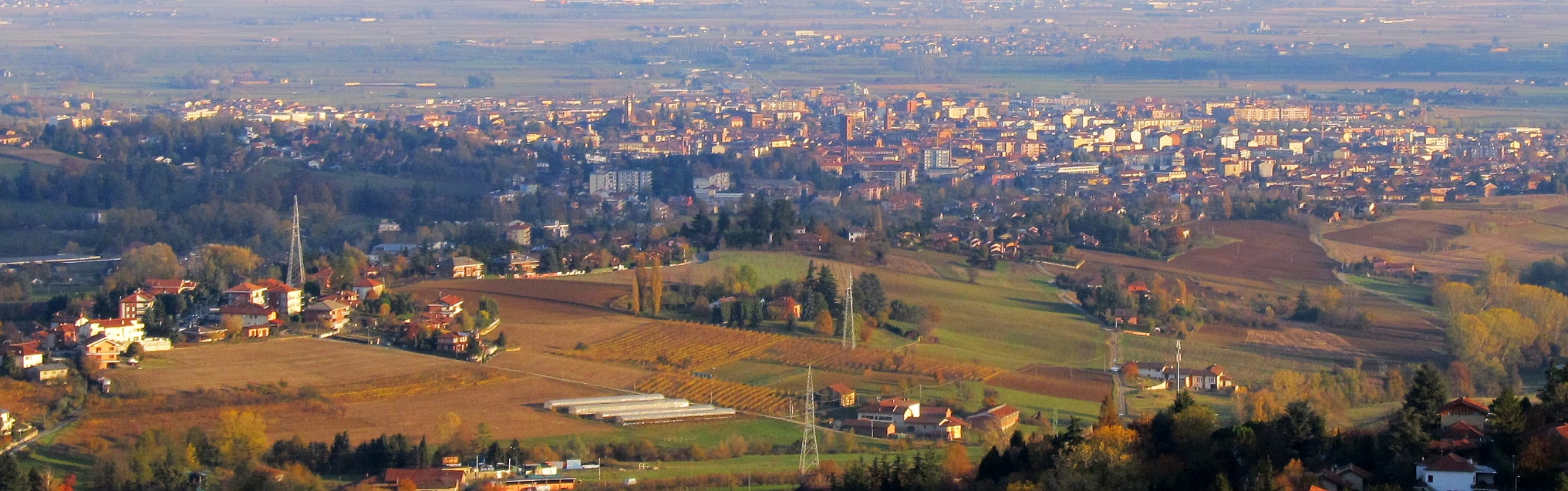
Chieri dall'Osservatorio astronomico di Torino.

Caduto il fascismo nel 1943 anche Chieri si schierò con la Resistenza dando il suo contributo con l'elezione a sindaco di Angelo Menzio. Gli anni seguenti videro un forte incremento demografico a causa dell'immigrazione prima di veneti e successivamente dal Meridione. L'aumento esponenziale della popolazione non venne accompagnato da un piano organico di sviluppo urbanistico. Ciò causò un grave degrado del centro storico, al quale si è cercato di porre rimedio solo a partire dagli anni ottanta, e dall'altra la crescita di interi quartieri estranei al tradizionale assetto urbanistico della città.